# Jill Abramson
Jill Ellen Abramson, född 19 mars 1954 i New York, är en amerikansk författare och journalist. Från september 2011 till maj 2014 var hon chefredaktör för The New York Times och blev därmed den första kvinna på posten under tidningens 160-åriga historia.
Abramson började arbeta på New York Times 1997 och hade innan dess arbetat på Time (1973–1976), The American Lawyer (1977–1986) och The Wall Street Journal (1988–1997).
2012 rankade Forbes henne som den femte mest inflytelserika kvinnan i världen. Foreign Policy har rankat henne som en av de 500 mest inflytelserika personerna i världen.
14 maj 2014 meddelades det att Abramson avskedats från posten som chefredaktör på New York Times och att hon skulle efterträdas av Dean Baquet.